# Чемпионат Европы по фехтованию 2004
Чемпионат Европы по фехтованию в 2004 году прошёл с 29 июня по 4 июля в Копенгагене (Дания). Поединков за третье место в индивидуальном первенстве не проводилось, а бронзовые медали получали оба спортсмена, проигравшие полуфинальные бои; среди команд поединки за третье место проводились.

## Общий медальный зачёт
| Место | Страна    | Золото | Серебро | Бронза | Всего |
| ----- | --------- | ------ | ------- | ------ | ----- |
| 1     | Россия    | 5      | 5       | 4      | 14    |
| 2     | Румыния   | 2      | 1       | 1      | 4     |
| 3     | Польша    | 1      | 4       | 4      | 9     |
| 4     | Австрия   | 1      | 0       | 1      | 2     |
| 4     | Украина   | 1      | 0       | 1      | 2     |
| 5     | Германия  | 1      | 0       | 0      | 1     |
| 5     | Швейцария | 1      | 0       | 0      | 1     |
| 6     | Венгрия   | 0      | 1       | 1      | 0     |
| 7     | Франция   | 0      | 1       | 0      | 1     |
| 8     | Италия    | 0      | 0       | 5      | 5     |
| 8     | Швеция    | 0      | 0       | 1      | 1     |
| Всего | Всего     | 12     | 12      | 18     | 42    |

## Медалисты

### Мужчины
| Дисциплина                  | Золото                                                                              | Серебро                                                                       | Бронза                                                                                |
| --------------------------- | ----------------------------------------------------------------------------------- | ----------------------------------------------------------------------------- | ------------------------------------------------------------------------------------- |
| Шпага Личное первенство     | Кристоф Марик                                                                       | Реми Дельомм                                                                  | Роберт Анджеюк Павел Колобков                                                         |
| Шпага Командное первенство  | Швейцария · Марсель Фишер · Беньямин Штеффен · Фабиан Каутер · Доминик Саладин      | Польша · Роберт Анджеюк · Томаш Мотыка · Адам Верчёх · Кшиштоф Миколайчак     | Швеция · Фредрик Нильссон · Магнус Мальмгрен · Роберт Дингль · Пауль Фогельберг       |
| Рапира Личное первенство    | Рихард Брёйтнер                                                                     | Реналь Ганеев                                                                 | Михель Людвиг Анджей Витковский                                                       |
| Рапира Командное первенство | Россия · Юрий Молчан · Вячеслав Поздняков · Руслан Насибуллин · Реналь Ганеев       | Польша · Томаш Цеплый · Анджей Витковский · Славомир Моцек · Войцех Шухницкий | Италия · Марко Рамаччи · Маттео Дзеннаро · Андреа Бальдини · Джузеппе Алонджи         |
| Сабля Личное первенство     | Станислав Поздняков                                                                 | Марцин Кониуш                                                                 | Сергей Шариков Алексей Якименко                                                       |
| Сабля Командное первенство  | Россия · Алексей Якименко · Сергей Шариков · Алексей Дьяченко · Станислав Поздняков | Польша · Марцин Кониуш · Рафал Шнайдер · Адам Скродзки · Мачей Томчак         | Украина · Владимир Калюжный · Олег Штурбабин · Владимир Лукашенко · Владислав Третьяк |

### Женщины
| Дисциплина                  | Золото                                                                              | Серебро                                                                          | Бронза                                                                                       |
| --------------------------- | ----------------------------------------------------------------------------------- | -------------------------------------------------------------------------------- | -------------------------------------------------------------------------------------------- |
| Шпага Личное первенство     | Наталья Конрад                                                                      | Анна Сивкова                                                                     | Оксана Ермакова Хайналька Тот                                                                |
| Шпага Командное первенство  | Россия · Татьяна Логунова · Оксана Ермакова · Анна Сивкова · Карина Азнавурян       | Венгрия · Рената Фодор · Хайналька Тот · Дора Кишкапуши · Эмеше Сас              | Польша · Беата Тереба · Малгожата Строка · Магдалена Грабовска · Барбара Чишевска-Анджеевска |
| Рапира Личное первенство    | Лаура Бадя                                                                          | Светлана Бойко                                                                   | Клаудия Пильяпоко Анна Рыбицка                                                               |
| Рапира Командное первенство | Румыния · Роксана Скарлат · Лаура Бадя · Кристина Шталь · Корина Индреи             | Россия · Светлана Бойко · Екатерина Юшева · Евгения Ламонова · Виктория Никишина | Италия · Клаудия Пильяпоко · Маргерита Гранбасси · Бенедетта Дурандо · Элиза Ди Франчиска    |
| Сабля Личное первенство     | Александра Соха                                                                     | Екатерина Федоркина                                                              | Илария Бьянко Кэтэлина Георгицоайа                                                           |
| Сабля Командное первенство  | Россия · Елена Нечаева · Екатерина Федоркина · Светлана Кормилицына · Софья Великая | Румыния · Ирина Ковалиу · Кэтэлина Георгицоайа · Андрея Пелей · Дорина Михай     | Италия · Илария Бьянко · Розанна Пагано · Марианна Трикарико · Франческа Буччионе            |